# 松本鼎 (政治家)
松本 鼎（まつもと かなえ、1839年5月27日（天保10年4月15日） - 1907年（明治40年）10月20日）は、幕末の長州藩士、明治期の内務官僚・政治家。和歌山県知事、衆議院議員、貴族院議員、元老院議官、男爵。通称・鼎造。

## 経歴
周防国、現在の山口県防府市三田尻出身。生家は農家で仏門に入る。松下村塾に入り吉田松陰に学んだ。還俗し長州藩士となり、禁門の変に従軍し、敗戦後、御楯隊に加わった。第二次長州征伐、戊辰戦争に従軍。明治元年12月（1869年1 - 2月）、箱館府監事に就任。
明治4年2月28日（1871年4月17日）、大阪府大属となり、権典事、典事、権参事、小書記官、大書記官と昇進した。1878年8月、熊本県大書記官に転じ、さらに和歌山県大書記官を務めた。 
1883年10月、和歌山県令に登用され、1886年7月、地方官官制改正に伴い同県知事となり、産業・教育の振興、災害復旧事業に尽力。1889年12月26日に知事を非職となる。
1890年6月12日、元老院議官に就任し、同年10月20日、元老院が廃止され非職となる。同年7月、第1回衆議院議員総選挙に和歌山県第三区から出馬して当選。衆議院議員を一期務めた。1892年5月3日、貴族院勅選議員に任じられ死去するまで在任。死去に当り、その功により男爵を叙爵した。

## 栄典
位階
- 1883年（明治16年）12月8日 - 従五位[6]
- 1890年（明治23年）6月19日 – 従四位[7]
- 1894年（明治27年）5月21日 - 正四位[8]

勲章等
- 1888年（明治21年）5月29日 - 勲五等双光旭日章[9]
- 1889年（明治22年）11月29日 - 大日本帝国憲法発布記念章[10]

## 親族
- 長男 松本春造（男爵）[11]
- 孫 松本鼎一（貴族院男爵議員、春造長男）[11]